# Condado de Prades
El condado de las Montañas de Prades o simplemente condado de Prades fue creado en 1324 por el rey Jaime II de Aragón a favor de su hijo Ramón Berenguer mediante privilegio otorgado en la catedral de Barcelona el 6 de mayo de 1324.
El territorio comprendía los términos de Altafalla, Masroig, Falset, Mora de Ebro y Mora la Nueva, Marsá, Pratdip, Guiamets, Tivisa, Vandellós, García y toda la baronía de Entenza, es decir, la práctica totalidad de las Montañas de Prades.
Este título es posiblemente el título de "Conde" más antiguo de España.

## Lista de condes de Prades

### Dinastía de Aragón
- 1324-1341: Ramón Berenguer de Aragón y Anjou, hijo de Jaime II de Aragón y Blanca de Nápoles. Intercambió el condado por el de Ampurias con su hermano Pedro.
- 1341-1358: Pedro de Aragón y Anjou, hermano del anterior.
- 1358-1414: Juan de Aragón y Foix, hijo del anterior.
- 1414-1441: Juana de Aragón y Cabrera, nieta del anterior.

### Dinastía de Cardona
- 1441-1486: Juan Ramón Folch III de Cardona, hijo de la anterior.
- 1486-1513: Juan Ramón Folch IV de Cardona, hijo del anterior.
- 1513-1543: Fernando Folch de Cardona y Enríquez, hijo del anterior.
- 1543-1564: Juana Folch III de Cardona, hija del anterior.

### Dinastía de Aragón
- 1564-1572: Francisco de Aragón y Folch de Cardona, hijo del anterior.
- 1572-1608: Juana de Aragón y Folch de Cardona, hermana del anterior.

### Dinastía Fernández de Córdoba
- 1608-1640: Enrique de Aragón Folc de Cardona y Córdoba, hijo del anterior.
- 1640-1670: Luis Fernández de Cardona y Córdoba, hijo del anterior.
- 1670: Joaquín Fernández de Cardona y Córdoba, hijo del anterior.
- 1670-1690: Pedro Antonio Ramón Folch de Cardonaueroa, tío del anterior.
- 1690-1697: Catalina Fernández de Cardona y Córdoba, sobrina del anterior.

### Dinastía de la Cerda
- 1697-1711: Luis Francisco de la Cerda y Aragón, hijo del anterior.

### Dinastía Fernández de Córdoba
- 1711-1739: Nicolás Fernández de Córdoba, sobrino del anterior.
- 1739-1768: Luis Antonio Fernández de Córdoba, hijo del anterior.
- 1768-1786: Pedro de Alcántara Fernández de Córdoba, hijo del anterior.
- 1786-1806: Luis María Fernández de Córdoba, hijo del anterior.
- 1806-1840: Luis Joaquín Fernández de Córdoba, hijo del anterior.
- 1840-1873: Luis Antonio Fernández de Córdoba, hijo del anterior.
- 1873-1879: Luis María II Fernández de Córdoba, hijo del anterior.
- 1879-1956: Luis Fernández de Córdoba, hijo del anterior.
- 1956-2013: Victoria Eugenia Fernández de Córdoba, hija del anterior.
- Desde 2018: Victoria Elisabeth de Hohenlohe-Langenburg, bisnieta de la anterior.[1]